# Михаил, Хрисис
Хрисис Михаил (греч. Χρύσης Μιχαήλ; 26 мая 1977, Никосия, Кипр) — кипрский футболист и футбольный тренер. Бывший игрок сборной Кипра.

## Биография

### Клубная карьера
Воспитанник клуба «АЕЛ Лимасол», в котором и начал профессиональную карьеру. Дебютировал в чемпионате Кипра в сезоне 1997/98 и быстро стал основным игроком АЕЛа, в составе которого выступал до 2003 года, но не добился с клубом больших успехов. Летом 2003 года Михаил подписал контракт с клубом АПОЭЛ и в первый же сезон в новой команде стал чемпионом Кипра. В будущем он ещё трижды выигрывал с клубом национальный чемпионат и дважды Кубок Кипра. В сезоне 2009/10 вместе с командой принимал участие в групповой стадии Лиги чемпионов УЕФА, где сыграл против таких команд как «Челси», «Атлетико Мадрид» и «Порту». После ухода из АПОЭЛ в 2011 году, отыграл сезон в клубе «Эносис», после чего завершил игровую карьеру.

### Карьера в сборной
Дебютировал за сборную Кипра 2 февраля 2000 года в матче Кубка Кипрской футбольной ассоциации со сборной Литвы, к котором вышел на замену после перерыва вместо Костаса Малеккоса. Стабильно играть за сборную стал с 2002 года и продолжал вызываться в национальную команду практически до конца карьеры (последний матч провёл в августе 2011 года). В общей сложности сыграл за сборную 70 игр и забил 7 голов. В нескольких встречах выходил на поле в качестве капитана команды. 

### Тренерская карьера
Сразу после завершения игровой карьеры, Михаил стал работать футбольным тренером, но поначалу тренировал клубы из четвёртого по значимости дивизиона Кипра. В 2015 году возглавил клуб второго дивизиона «Олимпиакос» (Никосия), с которым провёл один сезон, но не смог добиться выхода в высшую лигу. Затем снова возглавил клуб в ноябре 2016 года и со второй попытки вывел команду в высшую лигу. В сезоне 2017/18 продолжил работать с командой, однако сезон сложился неудачно и «Олимпиакос» не смог сохранить прописку в элитном дивизионе. В дальнейшем Михаил работал в клубах «Арис» (Лимасол), «Эрмис» и «Кармиотисса».

## Достижения
АПОЭЛ
- Чемпион Кипра (4): 2003/04, 2006/07, 2008/09, 2010/11
- Обладатель Кубка Кипра (2): 2005/06, 2007/08